# Gegenring
Der Gegenring zu einem Ring ist eine Konstruktion aus dem mathematischen Teilgebiet der Ringtheorie. Der Gegenring zu einem Ring entsteht dadurch, dass man bei der Multiplikation die Faktoren vertauscht.

## Definition
Es sei {\displaystyle R} ein Ring. Dann wird der Gegenring {\displaystyle R^{\operatorname {op} }} (engl. opposite ring) wie folgt definiert:
- Die unterliegende Menge von {\displaystyle R^{\operatorname {op} }} ist {\displaystyle R}.
- Die Addition + auf {\displaystyle R^{\operatorname {op} }} stimmt mit derjenigen auf {\displaystyle R} überein.
- Die Multiplikation {\displaystyle \circ } wird mittels der Multiplikation {\displaystyle \cdot } von {\displaystyle R} wie folgt definiert: {\displaystyle a\circ b:=b\cdot a} für alle {\displaystyle a,b\in R^{\operatorname {op} }}.

{\displaystyle R^{\operatorname {op} }} ist also im Wesentlichen der Ausgangsring, lediglich bei der Multiplikation wird gegenüber dem Ausgangsring die Reihenfolge der Faktoren vertauscht.

## Eigenschaften
- Ist {\displaystyle R} kommutativ, so ist offenbar {\displaystyle R^{\operatorname {op} }=R}.
- Sätze über Linksideale in einem Ring {\displaystyle R} sind Sätze über Rechtsideale in {\displaystyle R^{\operatorname {op} }}. Daher gelten Sätze, die für alle Linksideale in allen Ringen gelten, auch für Rechtsideale in allen Ringen.
- Ist {\displaystyle R} eine {\displaystyle K}-Algebra über einem Körper, so ist auch  {\displaystyle R^{\operatorname {op} }} eine solche Algebra, indem man für {\displaystyle R} und {\displaystyle R^{\operatorname {op} }} dieselbe Vektorraumstruktur verwendet. Man spricht dann auch von der Gegenalgebra.
- Es sei {\displaystyle \mathrm {Mat} _{n}(K)} die Algebra der {\displaystyle n\times n}-Matrizen über einem Körper. Dann gilt für die Transposition {\displaystyle A\mapsto A^{T}} bekanntlich die Regel {\displaystyle (A\cdot B)^{T}=B^{T}\cdot A^{T}}. Das bedeutet, dass die Transposition ein Ringhomomorphismus {\displaystyle \mathrm {Mat} _{n}(K)\rightarrow \mathrm {Mat} _{n}(K)^{\operatorname {op} }} ist, sogar ein Isomorphismus. Allgemeiner ist ein Antihomomorphismus {\displaystyle R\rightarrow S} zwischen zwei Ringen ein Homomorphismus {\displaystyle R\rightarrow S^{\operatorname {op} }} bzw. {\displaystyle R^{\operatorname {op} }\rightarrow S}
- Im Allgemeinen sind {\displaystyle R} und {\displaystyle R^{\operatorname {op} }} nicht isomorph. Beispiele findet man dort, wo gewisse Links-rechts-Symmetrien nicht gelten. So gibt es zum Beispiel linksnoethersche Ringe, die nicht rechtsnoethersch sind; solche Ringe können nicht zu ihrem Gegenring isomorph sein.
- Ist {\displaystyle M} ein {\displaystyle R}-Linksmodul, so wird {\displaystyle M} durch die Definition {\displaystyle m\cdot a:=am,\,a\in R,m\in M} zu einem {\displaystyle R^{\operatorname {op} }}-Rechtsmodul.